# Betriebssicherheitsverordnung
Die Betriebssicherheitsverordnung (BetrSichV) ist die deutsche Umsetzung der Richtlinie 89/655/EWG (Arbeitsmittelrichtlinie), später ersetzt durch Richtlinie 2009/104/EG, und regelt in Deutschland die Bereitstellung von Arbeitsmitteln durch den Arbeitgeber, die Benutzung von Arbeitsmitteln durch die Beschäftigten bei der Arbeit sowie die Errichtung und den Betrieb von überwachungsbedürftigen Anlagen im Sinne des Arbeitsschutzes. Das in ihr enthaltene Schutzkonzept ist auf alle von Arbeitsmitteln ausgehenden Gefährdungen anwendbar.

## Schutzkonzept
Grundbausteine des Schutzkonzeptes der Betriebssicherheitsverordnung sind
- eine einheitliche Gefährdungsbeurteilung der Arbeitsmittel
- sicherheitstechnische Bewertung für den Betrieb überwachungsbedürftiger Anlagen
- „Stand der Technik“ als einheitlicher Sicherheitsmaßstab
- geeignete Schutzmaßnahmen und Prüfungen
- Mindestanforderungen für die Beschaffenheit von Arbeitsmitteln, soweit sie nicht durch harmonisierte europäische Richtlinien, zum Beispiel die Druckgeräterichtlinie, ATEX-Produktrichtlinie oder Aufzugsrichtlinie geregelt sind.

## Überwachungsbedürftige Anlagen
Anlagen, von denen spezielle Gefährdungen wie Dampf, Druck, Explosion oder Absturz ausgehen, gelten nach der Betriebssicherheitsverordnung als überwachungsbedürftige Anlagen.
Für die überwachungsbedürftigen Anlagen sind neben den gemeinsamen Vorschriften für Arbeitsmittel nach Abschnitt 2 zusätzlich die besonderen Vorschriften nach Abschnitt 3 der BetrSichV zu beachten. Insbesondere werden dort die Prüfung vor Inbetriebnahme sowie die wiederkehrenden Prüfungen von bestimmten überwachungsbedürftigen Anlagen gefordert. Einige überwachungsbedürftige Anlagen stehen unter einem Erlaubnisvorbehalt durch die zuständigen Überwachungsbehörden.
Zu den überwachungsbedürftigen Anlagen gehören:
- Dampfkesselanlagen
- Druckbehälteranlagen
- Füllanlagen
- Aufzugsanlagen
- Anlagen in explosionsgefährdeten Bereichen
- Lageranlagen
- Füllstellen
- Tankstellen und Flugbetankungsanlagen
- Entleerstellen
- Feuerlöscher

Die Betriebssicherheitsverordnung schreibt in den § 15 (Prüfung vor Inbetriebnahme) und § 16 (wiederkehrende Prüfungen) Prüfungen vor, die durch Zugelassene Überwachungsstellen vorzunehmen sind.

## Novellierung 2015
Die Novellierung der Betriebssicherheitsverordnung aus dem Jahr 2015 soll die Regelungen vereinfachen, Rechtssicherheit schaffen und gleichzeitig den Schutz Beschäftigter verbessern. Hierzu wurden Doppelregelungen beseitigt und konkrete Prüfvorschriften formuliert.
Zu den wichtigen Änderungen gehören:
- Aufnahme überwachungsbedürftiger Anlagen in die Gefährdungsbeurteilung
- konkrete Prüfvorschriften (in den Anhängen 2 und 3)
- zweijährige Prüffrist für alle Aufzuganlagen
- materielle Anforderungen zum Brand- und Explosionsschutz werden mit Inkrafttreten der Novellierung 2015 ausschließlich in der Gefahrstoffverordnung geregelt[1]

## Technische Regeln für Betriebssicherheit (TRBS)
Die technischen Regeln für Betriebssicherheit (TRBS) geben den Stand der Technik, der Arbeitsmedizin und Hygiene für die Bereitstellung und Benutzung von Arbeitsmitteln sowie den Betrieb überwachungsbedürftiger Anlagen zum Zeitpunkt ihrer Veröffentlichung wieder. Sie werden vom Ausschuss für Betriebssicherheit erarbeitet und lösten sukzessive die in den bisherigen technischen Regeln vorhandenen Betriebsvorschriften  wie TRA, TRB, TRR, TRD und TRAC vollständig ab.